# Owsei Temkin
Owsei Temkin (belarús: Аўсей Цемкін)  (Minsk, 6 d'octubre de 1902 - Baltimore, 18 de juliol de 2002) fou un metge i historiador de la medicina alemany-estatunidenc d'origen rus.
Temkin va rebre la medalla Welch i la medalla Sarton i va ser elegit membre de la American Philosophical Society, l'Acadèmia Nacional de Ciències dels Estats Units, i l'American Academy of Arts and Sciences.

## Biografia
Owsei Temkin va néixer a Minsk, Bielorússia (aleshores part de Rússia), el 6 d'octubre de 1902, fill de Samuel i Anna(Raskin) Temkin. El 1905 la seva família jueva es va traslladar a Leipzig, Alemanya, per evitar els pogroms. Allà va fer els estudis primaris i va assistir al Real-Gymnasium. Després de la revolució russa de 1917, la seva família va perdre la seva ciutadania russa.
Va ser director de l'Institut d'Història de la Medicina de la Universitat Johns Hopkins i professor emèrit de la càtedra William H. Welch d'Història de la Medicina. Es va donar a conèixer com un dels més grans experts en la interacció de la medicina amb la cultura a través de la història. Durant la seva carrera acadèmica va publicar centenars d'articles i diversos llibres sobre història de la medicina.

## Publicacions seleccionades
- The Falling Sickness: A History of Epilepsy from the Greeks to the Beginnings of Modern Neurology. Baltimore, MD: Johns Hopkins University Press; 1945, Revised 1971; ISBN 0-8018-1211-9)
- Galenism: Rise and Decline of a Medical Philosophy Ithaca, NY: Cornell University Press, 1973, ISBN 0-8014-0774-5)
- The Double Face of Janus and Other Essays in the History of Medicine Baltimore, MD: Johns Hopkins University Press, 1977, ISBN 0-8018-1859-1)
- "On Second Thought" and Other Essays in the History of Medicine and Science. Baltimore, MD: Johns Hopkins University Press, 2002.
- Respect for Life in Medicine, Philosophy, and the Law. Baltimore, MD: Johns Hopkins University Press, 1977 (coautor).
- Hippocrates in a World of Pagans and Christians. Baltimore, MD: Johns Hopkins University Press, 1991.
- Antimalarial Drugs. Washington, DC: National Research Council, Office of Medical Information, 1944 (coautor).
- Soranus' Gynecology. Baltimore, MD: Johns Hopkins University Press, 1991.
- Ancient Medicine: Selected Papers of Ludwig Edelstein. Baltimore, MD: Johns Hopkins University Press, 1967 (coeditor).
- In Memory of Henry E. Sigerist. Baltimore, MD: Johns Hopkins University Press, 1957.
- "Metaphors of Human Biology". In: Science and Civilization, 1949, pp. 169–194.
- "Science and Society in the Age of Copernicus". In: The Nature of Scientific Discovery, 1975, pp. 106–133.
- A Report on the Medical Treatment of Filariasis Bancroft. Washington, DC: National Research Council, Division of Medical Sciences, 1945.
- Galen's Dissection of the Liver and the Muscles Moving the Forearm. Baltimore, MD: Johns Hopkins University Press, 1946 (coautor).
- "The Philosophical Background of Magendie's Physiology". Bulletin of the History of Medicine, 1946, v. 20.
- Was Servetus Influenced by Ibn an-Nafis? Baltimore, MD: Johns Hopkins University Press, 1940.
- The Classical Roots of Glisson's Doctrine of Irritation. Baltimore, MD: Johns Hopkins University Press, 1964.
- "Materialism in French and German Physiology of the Early Nineteenth Century". Bulletin of the History of Medicine, 1946, v. 20.
- "Byzantine Medicine: Tradition and Empiricism". Dumbarton Oaks Papers, no. 16, pp. 95–115.